# Constantius von Perugia

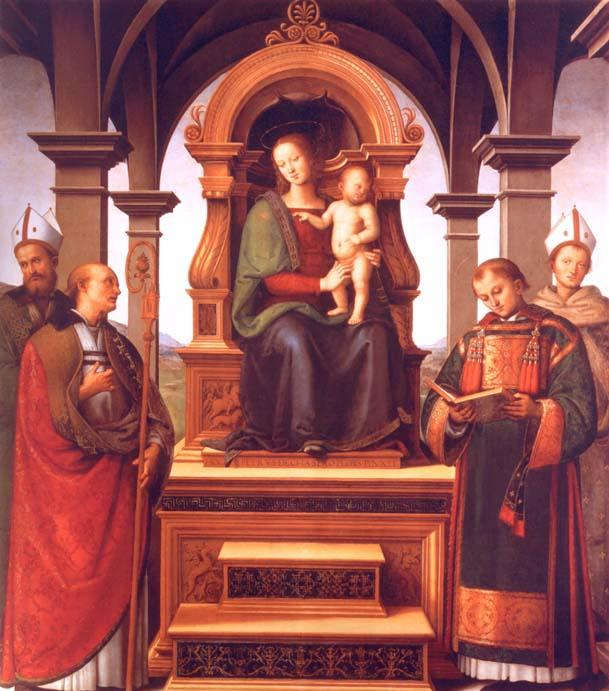
Maria mit Kind, sowie den Heiligen Louis von Toulouse, Laurentius, Herculanus und Constantius von Perugia (rechts außen). Gemälde des Pietro Perugino von 1497

Constantius von Perugia († um 170? bei Foligno) war ein christlicher Märtyrer und Heiliger. Der Legende nach war er der erste Bischof von Perugia.

## Leben
Es existieren vier Versionen der Passio des Constantius. Demnach sei er unter Antoninus Pius oder Mark Aurel mit einigen Gefährten gefangen genommen worden. Man habe sie gegeißelt und anschließend in einen Ofen geworfen, ohne dass ihnen dadurch ein Leid geschehen sei. Constantius habe man dann in einen Kerker gebracht, wo er seine Wachen bekehrt habe, die ihn daraufhin freigelassen hätten. Er habe danach Unterschlupf bei einem Christen namens Anastasius gefunden, sei dann aber mit ihm gefangen genommen worden. In Gefängnissen in Assisi und Spello seien sie gefoltert und schließlich bei Foligno enthauptet worden.
Die Authentizität des Martyriums ist nicht gesichert, Bischöfe von Perugia sind erst über 300 Jahre später nachweisbar. Dennoch gilt Constantius, der mit 30 Jahren Bischof geworden sein soll, als Stadtpatron von Perugia. Gedenktag des Heiligen ist der 29. Januar. Sein Leichnam sei von Foligno nach Perugia gebracht worden, wo eine ihm geweihte Kirche bestand, die 1527 zerstört wurde. 1825 wurden die Reliquien in die heutige Kirche San Costanzo transferiert. Constantius wird häufig gemeinsam mit Herculanus von Perugia, ebenfalls Patron der Stadt, dargestellt, der allerdings im 6. Jahrhundert lebte.